# Sogerma
L'EADS Sogerma - in passato Sogerma - è un'industria aeronautica francese fondata nel 1924, attualmente fa parte del gruppo EADS del quale è una filiale al 100%.

## Organizzazione
EADS Sogerma è organizzata in 3 siti:
- Rochefort: ufficio di studi e sito di produzione, il più importante in termini di effettivi
- Mérignac-Bordeaux: sito di produzione interamente dedicato all'attività ATR
- Tolosa: ufficio di studi, strategicamente situato vicino ad Airbus

## Prodotti
Aerostrutture
- per aerei ATR: alettoni e ala
- per aerei civili Airbus: A330 WP15, A340 & A330 tronçons, A320 Pavillons T13/14A, 318/A319 Barque T13, A320 / A340 Plancher, A380 Plancher, A350 XWB MLGB
- per l'aereo A400M: RAMP DOOR

Layout cabine
- modelli first class: Ultimate 17 (per A330, A340, A380, A350 XWB, B747, B777, B787) e Class 180 (per A320, A330, A340, A380, B747, B777)
- modelli business class: Evolys (per A320, A330, A340, A380, B777) e Solstys (per A330, A340, A380, B777)
- per compagnie aeree: GECAS, Singapore Airlines, Air France, Aeroflot, Asiana Airlines, Royal Jordanian, Gulf Air, IFLC, ect.
- per clienti vip

Sedili per cockpit
- per aerei di linea civili e militari: tutta la gamma completa di Airbus (dall'A300 all'A350XWB e l'A400M)
- per elicotteri civili e militari: NH90, Puma, Dauphins, ect.
- per business jet: Airbus, Eurocopter, Bombardier, Emivest Aerospace, ATR, Dassault, Raytheon, Stork Fokker, Armée de l'air française